# Convoi vers la Russie
Pour plus de détails, voir Fiche technique et Distribution.
Convoi vers la Russie (Action in the North Atlantic) est un film de guerre américain réalisé par Lloyd Bacon sorti en 1943.

## Synopsis
Lors de la Seconde Guerre mondiale, dans l'Atlantique Nord, le bateau du capitaine Jarvis est torpillé par un sous-marin allemand. Il parvient, grâce au soutien de son second, le Lt. Rossi, à garder le moral de l'équipage et à ramener le bateau dans un port américain. À peine reposés, une nouvelle mission pour escorter un convoi de l'Arctique de Liberty ships transportant du matériel livré dans le cadre du programme Lend-Lease de Halifax à Mourmansk, sur un nouveau bateau, leur est confiée. Ils vont devoir déjouer les attaques et les ruses de leurs ennemis tapis sous les eaux...

## Fiche technique
- Titre : Convoi vers la Russie
- Titre original : Action in the North Atlantic
- Réalisation : Lloyd Bacon, Byron Haskin, Raoul Walsh
- Scénario : Guy Gilpatric, John Howard Lawson
- Montage : George Amy et Thomas Pratt (non crédité)
- Production : Jerry Wald
- Musique : Adolph Deutsch
- Décors : Clarence Steensen
- Costumes : Milo Anderson (non crédité)
- Photographie : Tony Gaudio et Ted McCord
- Effets visuels : Edwin B. DuPar
- Société de distribution : Warner Bros
- Genre : Film de guerre
- Pays de production : États-Unis
- Langue : anglais
- Format : noir et blanc - pellicule : 35 mm - Format d'image : 1.37:1 - son : Mono (RCA Sound System)
- Durée : 126 min
- Dates de sortie : 
  - États-Unis : 21 mai 1943
  - France : 22 novembre 1944

## Distribution
- Lieutenant Joe Rossi : Humphrey Bogart
- Capitaine Steve Jarvis : Raymond Massey
- Boots O'Hara : Alan Hale
- Pearl : Julie Bishop
- Madame Jarvis : Ruth Gordon
- Chips Abrams : Sam Levene
- Johnnie Pulaski : Dane Clark
- Whitey Lara : Peter Whitney
- Cadet Robert Parker : Dick Hogan
- Pebbles : Virginia Christine (scènes coupées au montage)

Et, parmi les acteurs non crédités :
- Un marin allemand : George Davis
- Capitaine La Pricor : Jean Del Val
- Joe : Fred Kelsey
- Un canonnier : Glenn Langan
- Un aviateur allemand : Robert Mitchum
- Capitaine Carpolis : Frank Puglia
- Un lieutenant commander : Grandon Rhodes
- Contre-amiral Hartridge : Charles Trowbridge
- Un officier allemand du premier sous-marin : Peter Van Eyck
- Un capitaine d'artillerie : Roland Varno

## Production
Le film a bénéficié d'un budget de 2,2 millions de dollars.